# 児玉智洋
児玉 智洋（こだま ともひろ、1979年〈昭和54年〉11月14日 - ）は、日本のお笑いタレント。お笑いコンビ「サルゴリラ」のメンバー。
吉本興業所属。東京都杉並区高円寺出身。ボケ担当。愛称は「ダマさん」。

## 来歴
佼成学園高等学校、駒澤大学経営学部卒業。
NSC東京校9期生で、赤羽健一、松橋周太呂とトリオ「ジューシーズ」を結成した。2015年12月27日、松橋の脱退に伴いトリオ「ジューシーズ」を解散した。2016年1月1日より赤羽と「サルゴリラ」結成。コンビ名はピースの又吉直樹により名付けられた。
又吉直樹とパンサー向井慧と3人で「バッハ（仮）」というユニットを結成。3人は2016年よりNHKラジオ『又吉・児玉・向井のあとは寝るだけの時間』という番組をもつ。
2017年9月9日10日、又吉直樹が立ち上げた「絶景」をテーマとするユニットコントライブ『さよなら、絶景雑技団』（よみうりホール）に出演。
2019年8月24日、NSC同期のしずる、ライス、サルゴリラの芸人3組に、作家・演出家の中村元樹を加えた7人組芸人演劇ユニット「メトロンズ」を結成。
2023年10月21日、サルゴリラとして第16回キングオブコント2023王者となる。

## 人物
- B型。身長173cm、体重70kg。
- 2020年2月3日、結婚を自身のTwitterで報告した[6]。
- 赤羽は杉並区立杉並第四小学校の同級生で交友関係は幼稚園時代からあり、児玉は赤羽を「ケン」、赤羽は児玉を「トモ」と呼ぶ。
- 又吉直樹と向井慧の3人で2013年9月頃から3年ほど同居していた[7]。先輩の又吉、後輩の向井と同居するまでは六畳二間の実家暮らしだった。シェアハウスでは又吉が家主でトップの稼ぎ頭で児玉・向井の先輩のため、吉本の慣例に倣い半分家賃を負担した。一番の後輩である向井は児玉より稼ぎがあるため、慣例には反する（吉本の慣例では稼ぎの有無に関係せず先輩が家賃等を負担する）が又吉の負担していない残り半分の内の3分の2を支払い、残りを児玉が払った（家賃の比率は又吉3、児玉1、向井2）。そのため、児玉は雑用係を又吉から任命された。
- 2023年11月14日にコンビとして出演した『にけつッ!!』（ytv・日本テレビ系）にて、声質や話してる時の顎の角度、歩幅や顔立ちなどが永野に似ていると千原ジュニアが強く推してる[8]。

## 出演
コンビの出演歴は「サルゴリラ」を参照

### テレビ
レギュラー
- カウントダウン E.T（MUSIC ON! TV）
- #やすだの歩き方（CBCテレビ　2019年2月18日 - ）

### ラジオ
- 又吉・児玉・向井のあとは寝るだけの時間（NHKラジオ第1放送、2016年5月3日・8月11日、2017年4月24日 - （毎週月曜）[9][10]）